# 泖港镇
泖港镇，是中华人民共和国上海市松江區下辖的一个乡镇级行政单位。面积57.62平方公里。户籍人口3.89万人（2008年）。

## 行政区划
泖港镇下辖以下居委会及村委会：
泖港社区、五厍社区、焦家村、新龚村、腰泾村、胡光村、黄桥村、范家村、泖港村、新建村、徐厍村、南三村、兴旺村、田黄村、曙光村、曹家浜村、朱定村和茹塘村。